# Biografielijst Ni

## Ni
- Ni Xialian (1963), Luxemburgs-Chinees tafeltennisster

## Nia
- Yves Niaré (1977-2012), Frans atleet
- Saparmurat Niazov (1940-2006), Turkmeens president-dictator

## Nib
- Vincenzo Nibali (1984), Italiaans wielrenner
- Florence Nibart-Devouard (1968), Frans biologe
- Niberco (1925-1993), Nederlands goochelaar (Nico van Berkel)

## Nic

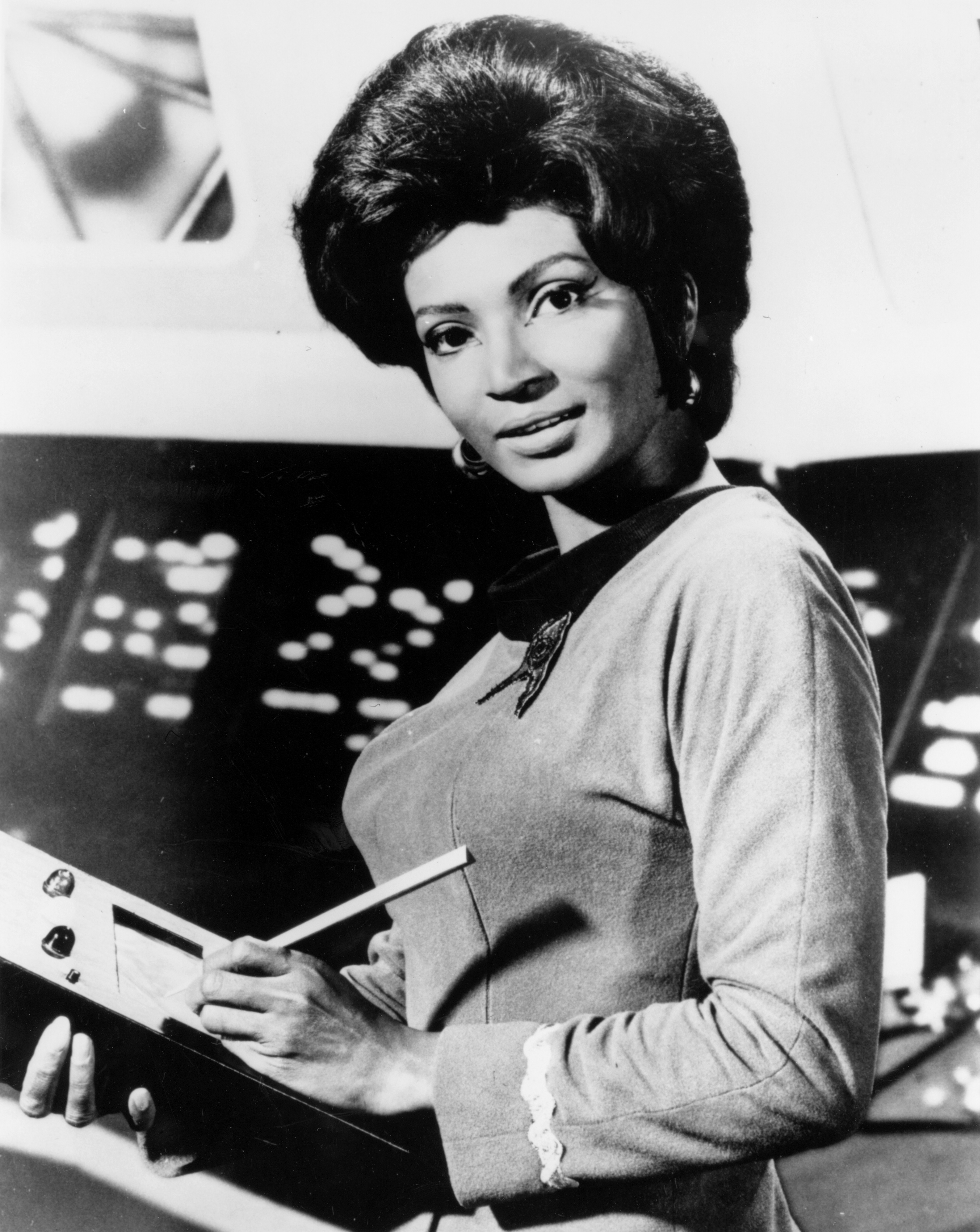
Nichols als Lieutenant Uhura in Star Trek, 1967

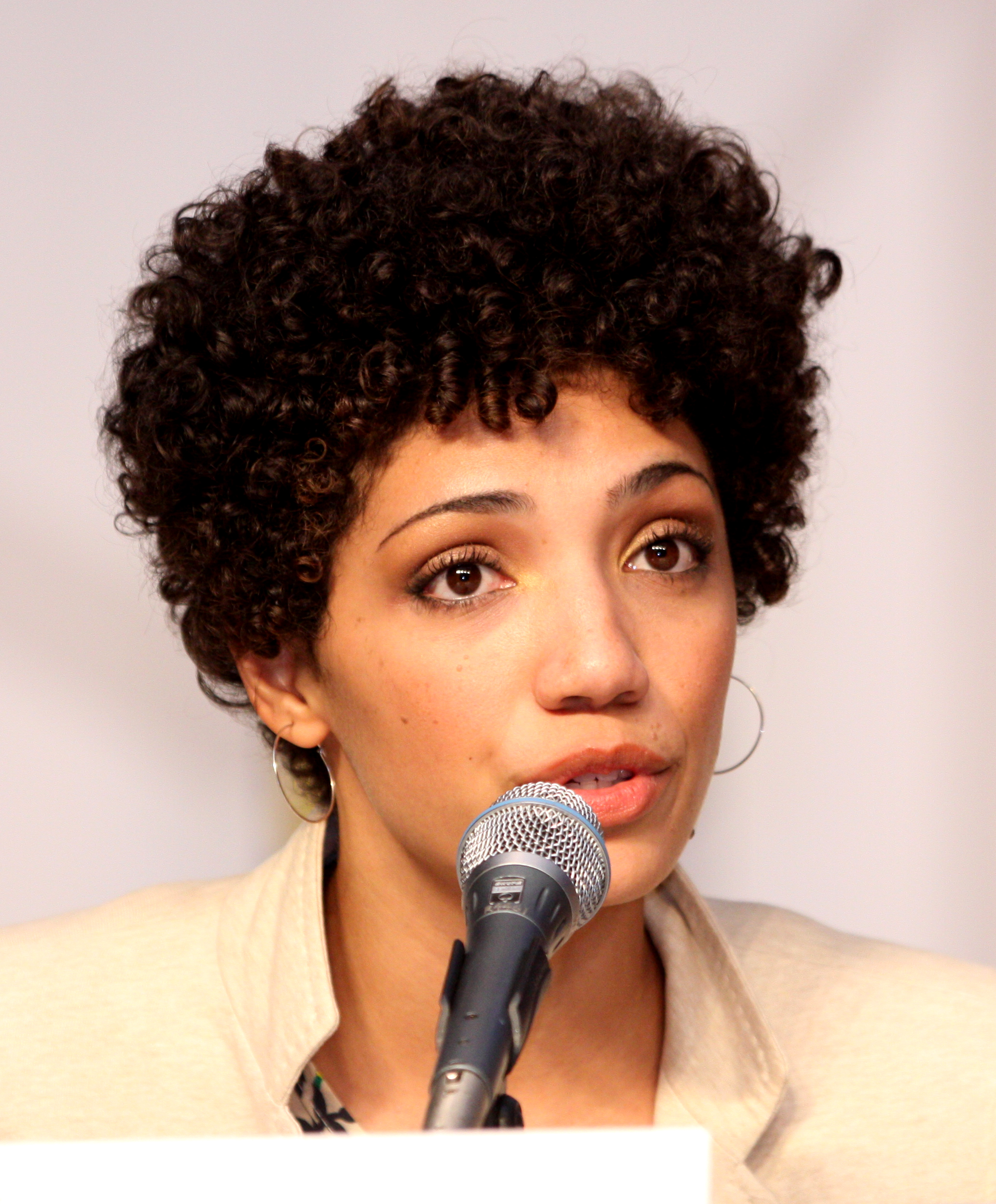
Jasika Nicole, 2010

- Lenaert Nicasius (1600-1658), Nederlands stadstimmerman
- Michelle Nicastro (1960-2010), Amerikaans actrice en zangeres
- Philippe Nicaud (1926-2009), Frans acteur en zanger
- Alfred Nichels (1873-1949), Belgisch politicus
- Jamie Nicholls (1993), Brits snowboarder
- Paul Nicholls (1979), Brits acteur
- Mike Nichols (1931-2014), Amerikaans filmregisseur
- Nichelle Nichols (1932-2022), Amerikaans actrice
- Mary Ann Nichols (1845-1888), eerste canonieke slachtoffer van Jack the Ripper
- Jack Nicholson (1937), Amerikaans acteur
- John Nicholson (1941-2017), Nieuw-Zeelands autocoureur
- William Nicholson (1753-1815), Engels scheikundige en schrijver van natuurfilosofie en scheikunde
- Nicias (4e eeuw v.Chr.), Grieks schilder
- Megan Nick (1996), Amerikaans freestyleskiester
- Harald Nickel (1953-2019), Duits voetballer
- Nico (1938-1988), Amerikaans model en zangeres
- Nicocles (4e eeuw v.Chr.), koning van Salamis
- Romain Nicodème (1995), Belgisch atleet
- Rachel Nicol (1993), Canadees zwemster
- Nicolaas van Mira (4e eeuw), bisschop en heilige uit Klein-Azië (thans Turkije)
- Nicolaas II van Rusland (1868-1918), laatste tsaar van Rusland
- Arno Nicolaï (1914-2001), Nederlands architect
- Atzo Nicolaï (1960-2020), Nederlands politicus
- Ruben Nicolai (1975), Nederlands cabaretier
- Otto Nicolai (1810-1849), Duits componist en dirigent
- Kyriacos Costa Nicolaou (1946), Amerikaans scheikundige
- Edmond Nicolas (1902-1976), Nederlands schrijver
- Joep Nicolas (1897-1972), Nederlands glazenier, schilder
- Jasika Nicole (1980), Amerikaans actrice
- Danielle Nicolet (1973), Amerikaans (stem)actrice
- Vera Nikolić (1948-2021), Joegoslavisch atlete
- Wendy Nicolls (1969), Brits atlete
- Margareta Niculescu (1926), Roemeens poppenspeler, regisseur en theatercriticus

## Nid
- Aboe Nidal (1937-2002), Palestijns terrorist
- Cal Niday (1914-1988), Amerikaans autocoureur

## Nie
- Lars Nieberg (1963), Duits ruiter

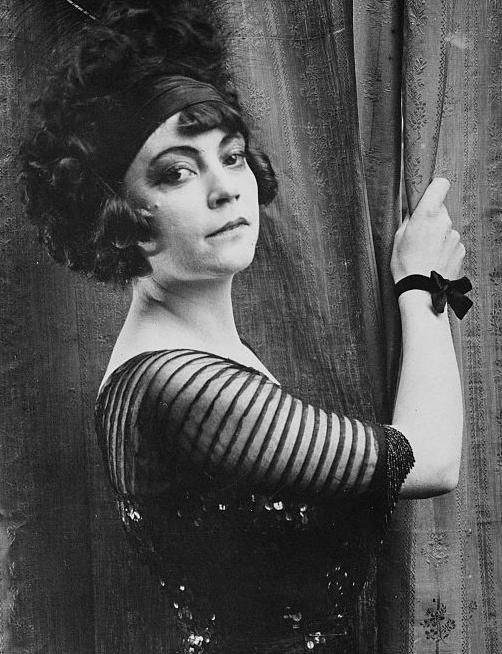
Asta Nielsen

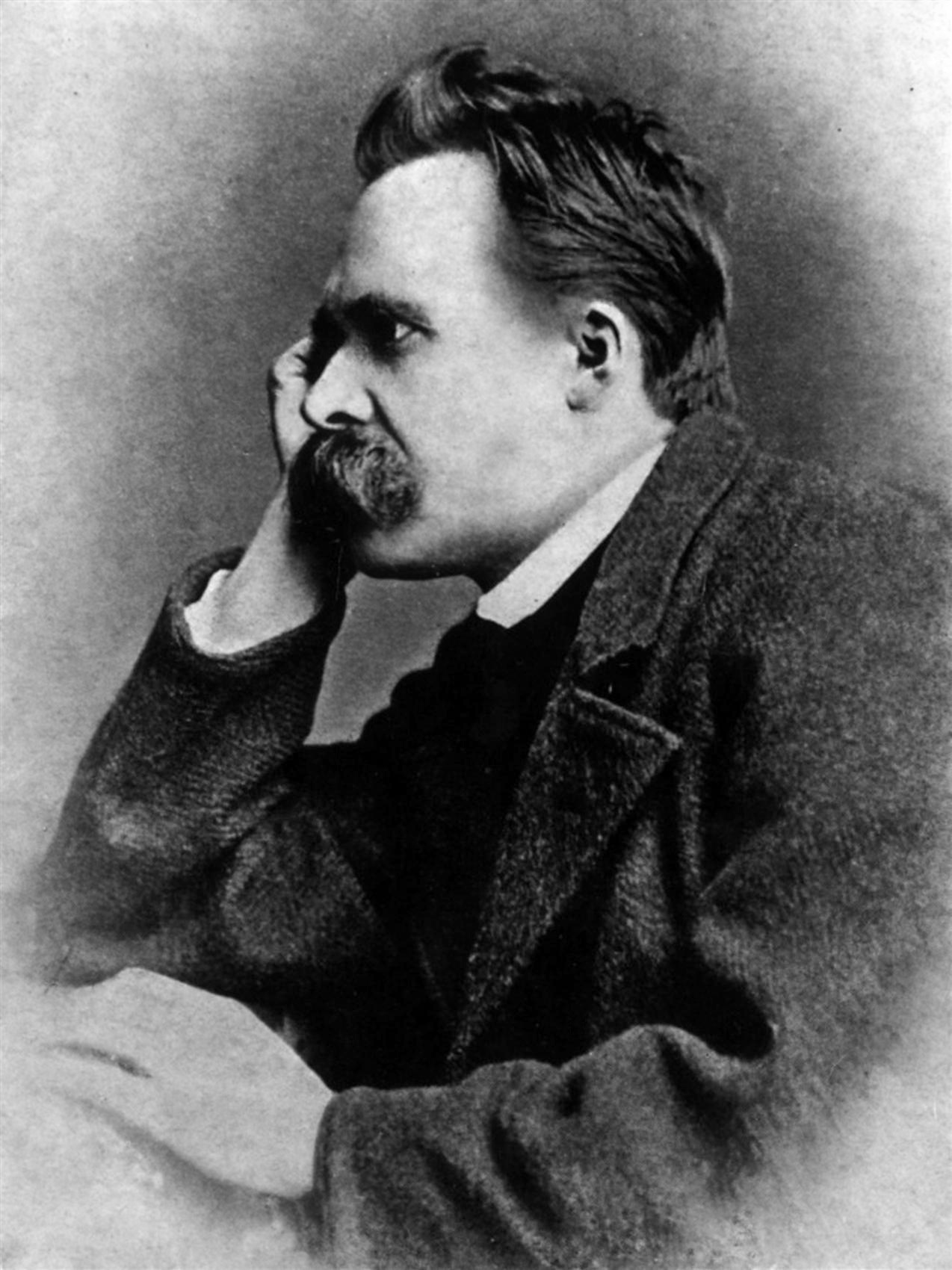
Friedrich Nietzsche

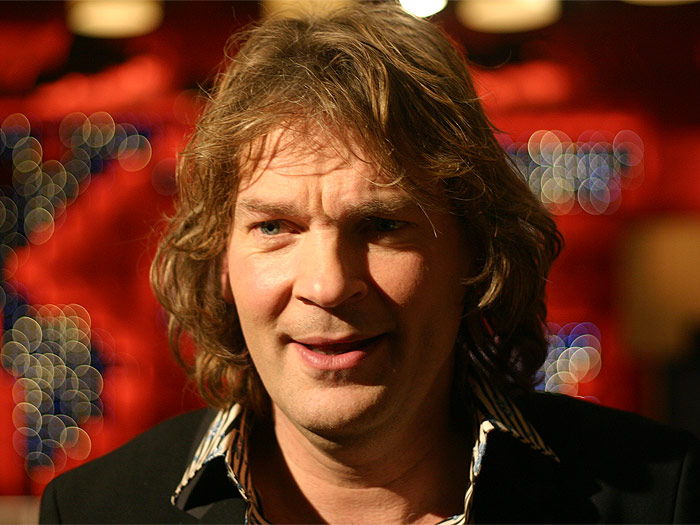
Matthijs van Nieuwkerk

- Bill Nieder (1933-2022), Amerikaans atleet
- Armin Niederer (1987), Zwitsers freestyleskiër
- Patric Niederhauser (1991), Zwitsers autocoureur
- Helmut Niedermayr (1915-1985), Duits autocoureur
- Gerrit Niehaus (1940-2025), Nederlands voetballer
- Ivo Niehe (1946), Nederlands televisiepresentator
- Wayde van Niekerk (1992), Zuid-Afrikaans atleet
- Cornelis van Niel (1897-1985), Nederlands-Amerikaans microbioloog
- Allan Nielsen (1971), Deens voetballer
- Asta Sofie Amalie Nielsen (1881-1972), Deens actrice
- Benny Jörgen Nielsen (1951), Deens voetballer
- Beth Nielsen Chapman (1958), Amerikaans singer-songwriter
- Bjarke Nielsen (1976), Deens wielrenner
- Brian Steen Nielsen (1968), Deens voetballer
- Gitte (Brigitte) Nielsen (1963), Deens model en actrice
- Carl Nielsen (1865-1931), Deens componist
- Claus Illemann Nielsen (1964), Deens voetballer
- Connie Inge-Lise Nielsen (1965), Deens actrice
- Holger Nielsen (1866-1955), Deens schermer, schutter en atleet
- Holger Bech Nielsen (1941), Deens theoretisch natuurkundige
- Ivan Nielsen (1956), Deens voetballer
- Jakob Nielsen (1957), Deens consultant op het gebied van gebruiksvriendelijkheid van software en websites
- John Nielsen (1956), Deens autocoureur
- Kay Werner Nielsen (1921), Deens wielrenner
- Kim Milton Nielsen (1960), Deens voetbalscheidsrechter
- Kristian Bak Nielsen (1982), Deens voetballer
- Kristoffer Gudmund Nielsen (1985), Deens wielrenner
- Lasse Nielsen (1988), Deens voetballer
- Leif Nielsen (1942), Deens voetballer
- Leslie Nielsen (1926-2010), Canadees-Amerikaans acteur
- Ludvig Nielsen (1906-2001), Noors componist, organist, dirigent en muziekpedagoog
- Michael Steen Nielsen (1975), Deens wielrenner
- Mie Nielsen (1996), Deens zwemster
- Morten Nielsen (1990), Deens voetballer
- Nick Nielsen (1984), Nederlands televisiepresentator
- Nicklas Nielsen (1997), Deens autocoureur
- Niels Henrik Nielsen (1935), Deens organist
- Peter Heine Nielsen (1973), Deens schaker
- Poul "Tist" Nielsen (1891-1962), Deens voetballer
- Richard Nielsen (??), Amerikaans amateuronderzoeker op het gebied van taalkunde en runologie
- Robert Haakon Nielsen (1917-2007), Amerikaans acteur
- Sanna Nielsen (1984), Zweeds zangeres
- Sophus Nielsen (1888-1963), Deens voetballer en voetbalcoach
- Svend E. Nielsen (1937), Deens componist
- Tage Nielsen (1929-2003), Deens componist
- Brausch Niemann (1939), Zuid-Afrikaans autocoureur
- Max Niematz (Jan Hombergen) (1942-2024), Nederlands dichter en prozaschrijver
- Markus Niemelä (1984), Fins autocoureur
- Oscar Niemeyer (1907-2012), Braziliaans architect
- Jarkko Nieminen (1981), Fins tennisser
- Martin Niemöller (1892-1984), Duits militair, luthers theoloog en verzetsstrijder
- Henk Nienhuis (1941-2017), Nederlands voetballer en voetbaltrainer
- Simon Niepmann (1985), Zwitsers roeier
- Nicéphore Niépce (1765-1833), Frans uitvinder
- Petrus Antonius Nierman (1901-1976), Nederlands bisschop
- Grischa Niermann (1975), Duits wielrenner
- Leonie van Nierop (1879-1960), Nederlands historica
- Maurits van Nierop (1983-2008), Nederlands cricketer
- Tobias Nierop (1987), Nederlands acteur
- Victor Emilius Nierstrasz, (1889-1967), Nederlands militair en historicus
- Bernd Niesecke (1958) Oost-Duits roeier
- Ans Niesink, (1918-2010), Nederlands atlete
- Frits Niessen (1936), Nederlands politicus
- Karel Niessen  (1895-1967), Nederlands theoretisch natuurkundige
- Richard Niessen (1972), Nederlands grafisch ontwerper
- Edvard Niessing (1948), Nederlands nieuwslezer en radio-dj
- Coen Niesten (1938-2024), Nederlands wielrenner
- Jaap van der Niet (1944-2025), Nederlands voetbalscheidsrechter
- Maarten de Niet (1893-1973), Nederlands jurist en bestuurder in Suriname
- Hein van der Niet (1901-1975), Nederlands eerste Hollywood-ster aka Frits van Dongen en Philip Dorn
- Donnie Nietes (1982), Filipijns bokser
- Ángel Nieto (1947), Spaans motorcoureur
- Fonsi Nieto (1978), Spaans motorcoureur
- Pablo Nieto (1980), Spaans motorcoureur
- Friedrich Nietzsche (1844-1900), Duits filosoof en filoloog
- Hein van Nievelt (1942-2022), Nederlands omroeper, presentator, redacteur en regisseur
- Aldo van den Nieuwelaar (1944-2010), Nederlands ontwerper en architect
- Adolf van Nieuwenaer (1545-1589), graaf van Limburg (Lenne) en Meurs
- Kirsten Nieuwendam (1991), Surinaams atlete
- Jeltje van Nieuwenhoven (1943), Nederlands politica
- Annet Nieuwenhuijzen (1930-2016), Nederlands actrice
- Frederik Nicolaas Nieuwenhuijzen (1819-1892), Nederlands-Indisch ambtenaar en vicepresident van de Raad van Indië
- Kees Nieuwenhuijzen (1933-2017), Nederlands grafisch ontwerper
- Wilhelm Christiaan Nieuwenhuijzen (1847-1913), Nederlands militair en publicist
- Jan van Nieuwenhuijzen (1914-2006), Nederlands theoloog en omroepvoorzitter
- Jörg van Nieuwenhuijzen (1978), Nederlands voetballer
- Anton Willem Nieuwenhuis (1864-1953), Nederlandse arts en hoogleraar
- Ferdinand Jacob Nieuwenhuis (1848-1919), Nederlands architect
- Hans Nieuwenhuis (1944), Nederlands hoogleraar privaatrecht
- Theo Nieuwenhuis (1866-1951), Nederlands kunstenaar
- Willebrord Nieuwenhuis (1938-2006), Nederlands journalist en publicist
- Antonius Nieuwenhuisen (1894-1944), Nederlands verzetsstrijder
- Jop Nieuwenhuizen (1977), Nederlands zanger
- Madeleijn van den Nieuwenhuizen (1991), Nederlandse juridisch onderzoekster en mediacritica
- Joep van den Nieuwenhuyzen (ca. 1956), Nederlands zakenman en verdachte
- Matthijs van Nieuwkerk (1960), Nederlands televisiepresentator en journalist
- Bart Nieuwkoop (1996), Nederlands voetballer
- Anya Niewierra (1964), Nederlands schrijfster
- Joop Niezen (1935-2025), Nederlands voetballer en sportjournalist

## Nig

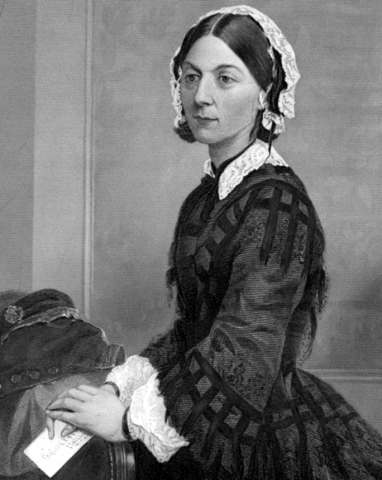
Florence Nightingale

- Marina Nigg (1984), Liechtensteins alpineskiester
- Florence Nightingale (1820-1910), Engels verpleegkundige

## Nih
- Michel Nihoul (1941), Belgisch zakenman en crimineel

## Nij
- Gerard Nijboer (1955), Nederlands atleet
- Henk Nijdam (1935-2009), Nederlands wielrenner
- Jelle Nijdam (1963), Nederlands wielrenner
- Gerard Nijenhuis (1932-2023), Nederlands schrijver en dichter
- Astrid Nijgh (1949), Nederlands zangeres
- Boy Nijgh (1955-2013), Nederlands voetballer
- Lennaert Nijgh (1945-2002), Nederlands tekstdichter
- Loudi Nijhoff (1900-1995), Nederlands actrice
- Martinus Nijhoff (1894-1953), Nederlands dichter, toneelschrijver, vertaler en essayist
- Willem Nijholt (1934-2023), Nederlands acteur en zanger
- Bas Nijhuis (1977), Nederlands voetbalscheidsrechter
- Moniek Nijhuis (1988), Nederlands zwemster
- Vaslav Nijinsky (1890-1950), Russisch balletdanser
- Gerrit Nijland (1931), Nederlands kunstschilder
- Hans Nijland (1960), Nederlands sportbestuurder
- Jan Nijland (1935-2011), Nederlands politicus
- Johanna Aleida Nijland (1870-1950), eerste vrouwelijke Nederlandse doctor in de letteren
- Stefan Nijland (1988), Nederlands voetballer
- Theo Nijland (1954), Nederlands componist, schrijver, theatermaker, performer, scenarist en acteur
- Janne Nijman (1972), Nederlands jurist
- Sophie Nijman (1986), Nederlands langebaanschaatsster
- Wessel Nijman (2000), Nederlands darter
- Tanja Nijmeijer (1978), Nederlands guerrillastrijdster
- H.J. van Nijnatten-Doffegnies (1898-1990), Nederlands schrijfster
- Ed Nijpels (1950), Nederlands politicus
- GertJan Nijpels (1951-2021) Nederlands bestuurder
- Annette Nijs (1961), Nederlands politica
- Frans de Nijs (1919-1999), Nederlands burgemeester
- Henk de Nijs (1932), Nederlands politicus en burgemeester
- Lenie de Nijs (1939-2023), Nederlands zwemster
- Pierre Nijs (1890-1939), Belgisch waterpolospeler
- Rob de Nijs (1942-2025), Nederlands zanger
- Arnoud Nijssen (1994), Belgisch politicus
- Sjir Nijssen (1938), Nederlands informatiekundige
- Egbert Nijstad (1942), Nederlands atleet
- Sem Nijveen (1912-1995), Nederlands jazzviolist

## Nik
- Joeri Nikiforov (1970), Russisch-Oekraïens voetballer
- Nikolaj Nikitin (1895-1963), Russisch schrijver
- Stanislav Nikitin (1995), Russisch freestyleskiër
- Gabriela Ņikitina (1994), Lets zwemster
- Jelena Nikitina (1992), Russisch skeletonster
- Ljoebov Nikitina (1999), Russisch freestyleskiester
- Michel Nikjær (1979), Deens autocoureur
- Elmer Niklander (1890-1942), Fins atleet
- Andrijan Nikolajev (1929-2004), Russisch ruimtevaarder
- Jelena Nikolajeva (1966), Russisch atlete
- Tatjana Nikolajeva (1924-1993), Russisch pianiste, componiste en muziekdocente
- Đorđe Nikolić (1997), Servisch voetballer
- Tomislav Nikolić (1952), Servisch politicus
- Rohullah Nikpai (1987), Afghaans taekwondoka

## Nil
- Stefan Nillessen (2003). Nederlands atleet
- Gunnar Nilsson (1948-1978), Zweeds autocoureur
- Hilda Nilsson (1876-1917), Zweedse seriemoordenares
- Jonny Nilsson (1943-2022), Zweeds schaatser
- Lasse Nilsson (1982), Zweeds voetballer
- Stina Nilsson (1993), Zweeds langlaufster

## Nim
- Phil Nimmons (1923-2024), Canadees jazzklarinettist en -componist
- Leonard Nimoy (1931-2015), Amerikaans acteur, dichter en regisseur
- Gaby van Nimwegen (1971), Nederlands presentatrice, fotomodel en miss
- Aaron Nimzowitsch (1887-1935), Russisch schaker

## Nin
- Ning Zetao (1993), Chinees zwemmer
- Émile Ninnin (1912), Belgisch atleet

## Nio
- Maurice Nio (1959-2023), Nederlands architect

## Nip
- Nipsey Hussle (1985-2019), Amerikaans rapper

## Nir
- Marshall W. Nirenberg (1927-2010), Amerikaans biochemicus en Nobelprijswinnaar
- Robert De Niro (1943), Amerikaans acteur
- Salomon Nirisarike (1993), Rwandees voetballer

## Nis
- Bujar Nishani (1966-2022), president van Albanië
- Omer Nishani (1887-1954), voorzitter van het presidium van de Albanese Volksassemblee
- Nobuyuki Nishi (1985), Japans freestyleskiër
- Kei Nishikori (1989), Japans tennisser
- Yuichi Nishimura (1972), Japans voetbalscheidsrechter
- Iivo Niskanen (1992), Fins langlaufer
- Michiel van Nispen (1982), Nederlands atleet en politicus
- Joseph Willem Jan Carel Marie van Nispen tot Sevenaer (1861-1917), Nederlands politicus
- Chanoch Nissany (1963), Israëlisch autocoureur en ondernemer
- Roy Nissany (1994), Israëlisch autocoureur
- Ruud van Nistelrooij (1976), Nederlands voetballer

## Nit
- Hideaki Nitani (1930-2012), Japans acteur
- Tosca Niterink (1960), Nederlands actrice, comédienne en schrijfster
- Manopakorn Nithithada (1884-1948), Thais politicus
- Hermann Nitsch (1938-2022), Oostenrijks kunstenaar

## Niu
- Niu Jianfeng (1981), Chinees tafeltennisspeelster

## Niv
- Robert Nivelle (1856-1924), Frans generaal
- Shary-An Nivillac (1992), Nederlands zangeres
- Françoise Nivot (1945-2000), Frans zangeres, bekend onder de naam Marjorie Noël

## Nix

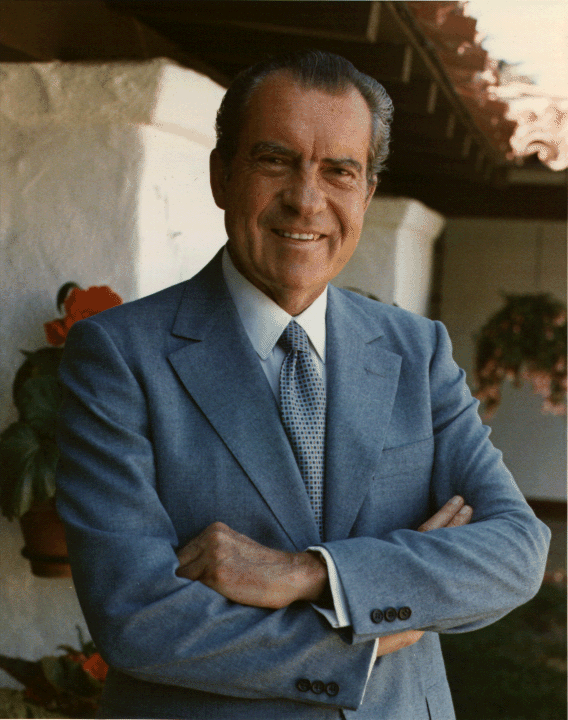
Richard Nixon

- Sunder Nix (1961), Amerikaans atleet
- Cynthia Nixon (1966), Amerikaans actrice
- Greg Nixon (1981), Amerikaans atleet
- Phill Nixon (1956), Engels darter
- Richard Nixon (1913-1994), Amerikaans president

## Niy
- Vénuste Niyongabo (1973), Burundees atleet
- Francine Niyonsaba (1993), Burundees atlete

## Niz
- Zoran Nižić (1989), Kroatisch voetballer